# Toronto-Dominion Bank
Toronto-Dominion Bank, che opera come TD Bank Group, è una multinazionale canadese di servizi bancari e finanziari con sede a Toronto, in Ontario. La banca è stata fondata il 1º febbraio 1955, attraverso la fusione della Bank of Toronto e della Dominion Bank, fondate rispettivamente nel 1855 e nel 1869. È una delle due Big Five banche del Canada fondate a Toronto, l'altra è la Canadian Imperial Bank of Commerce.
Nel 2021, secondo Standard & Poor's, TD Bank Group era la più grande banca del Canada per totale attivo e anche per capitalizzazione di mercato, una delle prime 10 banche del Nord America e la 23a banca più grande del mondo.  Nel 2019 è stata designata banca di importanza sistemica globale dal Financial Stability Board.

## Storia

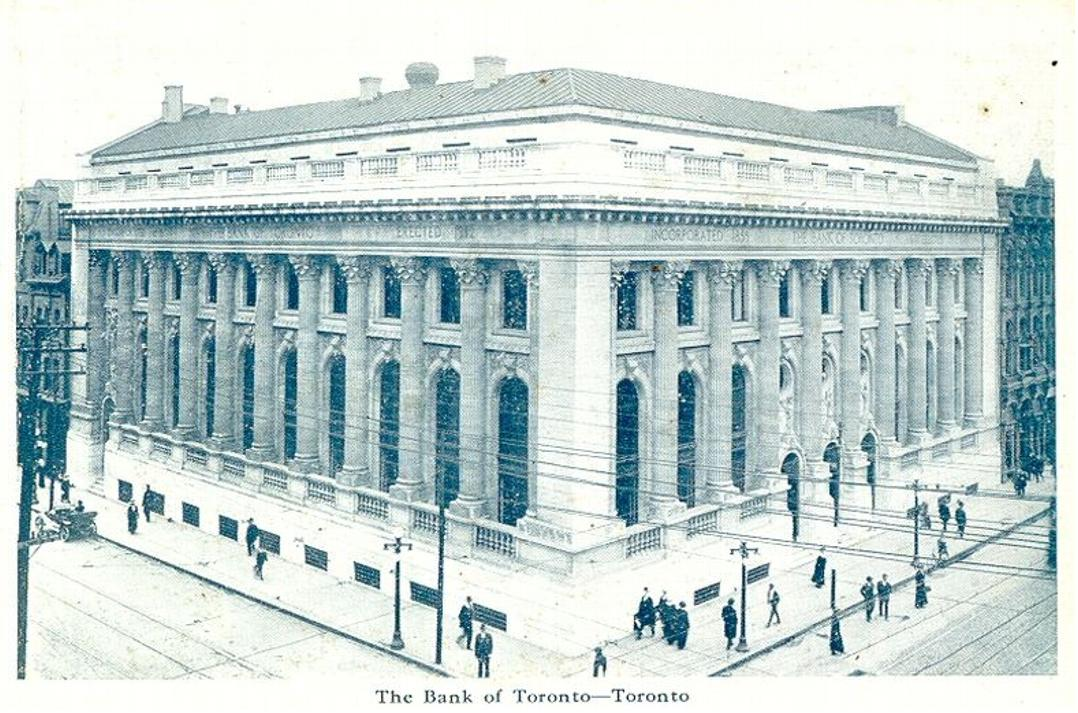
La Bank of Toronto nel 1915

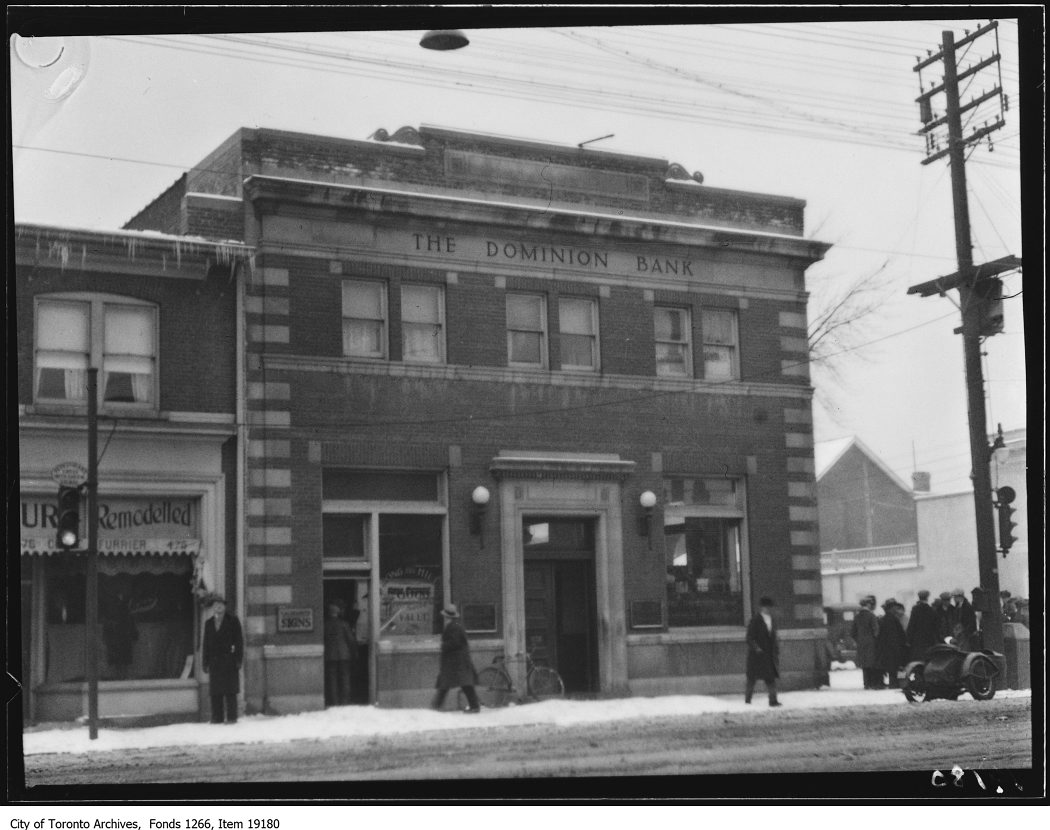
The Dominion Bank nel 1930

I predecessori della Toronto-Dominion Bank, della Bank of Toronto e della Dominion Bank furono fondati a metà del XIX secolo.  Nel 1954 fu raggiunto un accordo tra la Banca di Toronto e The Dominion Bank per fondere i due istituti finanziari. La fusione fu successivamente accettata dal Ministro delle Finanze canadese il 1º novembre 1954 e fu ufficializzata il 1º febbraio 1955. La nuova istituzione adottò il nome di Toronto-Dominion Bank.
Nel 1967, TD Bank aprì la sua nuova sede centrale, il Toronto-Dominion Centre nel centro di Toronto. L'anno successivo, la banca stipulò una partnership con Chargex (più tardi nota come Visa Inc.). Il logo dello scudo della TD Bank fu presentato al pubblico verso la fine del decennio, nel 1969. Nel 1976, TD Bank ha sperimentato il suo primo bancomat (ATM), il TD 360, che è stato ribattezzato The Green Machine, nome che continua a portare.
Nel 1987, la banca fondò la Toronto Dominion Securities Inc. TD Bank ha registrato una crescita negli anni '90, con l'acquisizione di diverse attività finanziarie, tra cui le filiali commerciali della Standard Chartered Bank of Canada. Nel 1992, l'istituto di credito ha acquisito le attività e le filiali del Central Guaranty Trust, nonché Waterhouse Investor Services nel 1996.
Nel 1992, TD Bank e G4S Cash Solutions, una filiale della società britannica di servizi di sicurezza G4S plc, hanno avviato un progetto pilota a Toronto che si è sviluppato in una partnership a livello nazionale nel 1997. G4S Cash Solutions si è assicurata il contratto per il trasporto di contanti e la fornitura di manutenzione di prima linea per gli sportelli bancomat della banca: unità di erogazione contanti e di ritiro depositi. Nel 2010, la partnership si è ampliata e G4S Cash Solutions gestiva 2.577 sportelli bancomat, 1.093 depositi notturni alle filiali, 95 sportelli bancomat settimanali e otto sportelli bancomat per cassieri e operatori di filiale.
TD Bank ha stretto una partnership con Bank of Montreal (BMO) e Royal Bank of Canada (RBC) nel 1996 per creare Symcor, un'entità privata che offre servizi di transazione come elaborazione di articoli, elaborazione di estratti conto e servizi di gestione del contante alle principali banche e al dettaglio e società di telecomunicazioni in Canada. Nel 2011, Symcor produceva quasi 675 milioni di estratti conto ed elaborava tre miliardi di assegni all'anno.

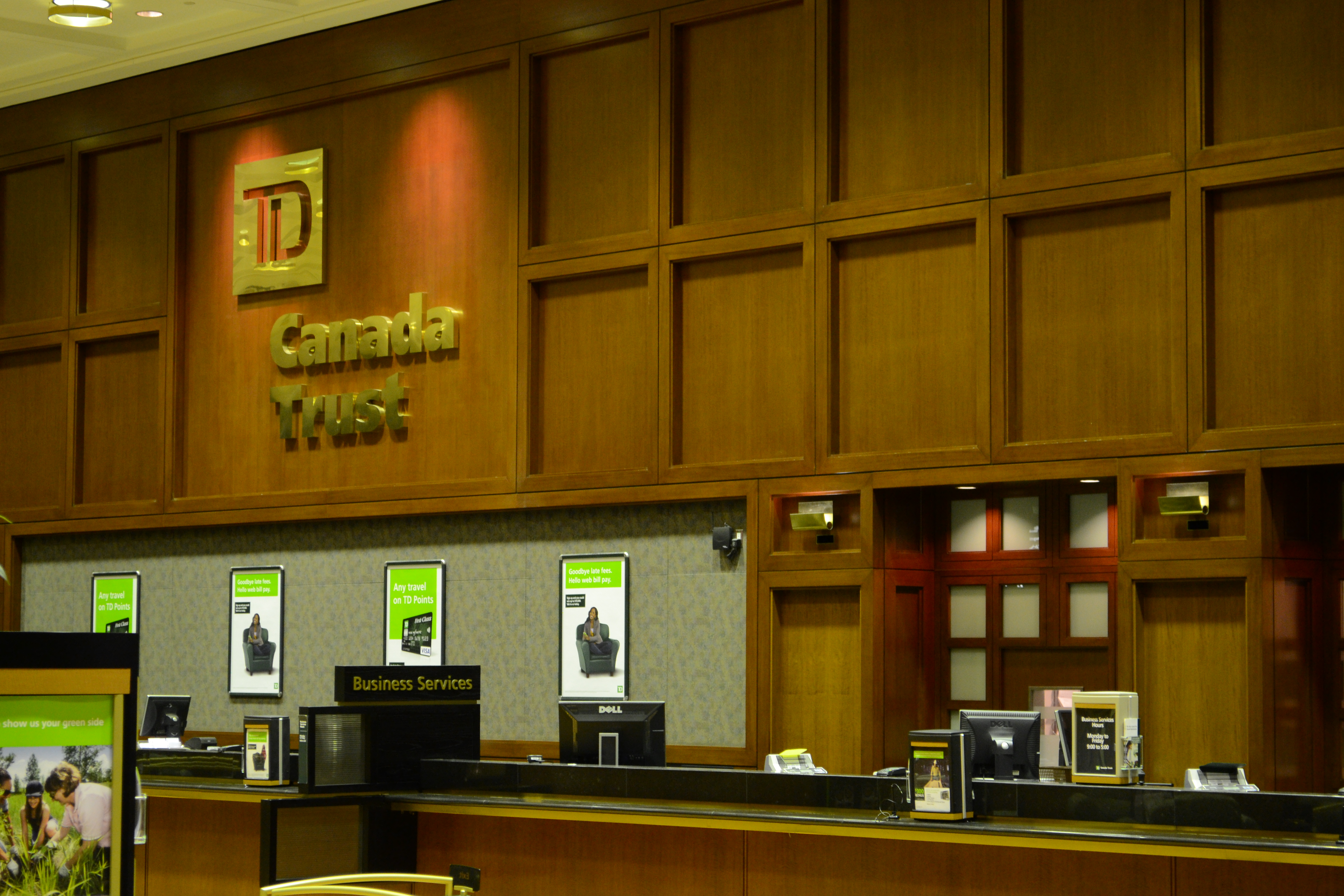
Una filiale del TD Canada Trust. Canada Trust è stata acquisita nel 2000 e attualmente espleta le operazioni bancarie commerciali canadesi di TD

Nel 1998, la TD Bank e la Canadian Imperial Bank of Commerce hanno concordato una fusione. Tuttavia, il governo del Canada, su raccomandazione dell’allora ministro delle Finanze Paul Martin, bloccò la fusione, così come un’altra proposta di fusione tra la Banca di Montreal e la Royal Bank of Canada, ritenendo che non fosse nel migliore interesse dei canadesi.
Nel 2000, Toronto-Dominion Securities ha acquistato Newcrest Capital per 224 milioni di dollari canadesi  (75% in azioni e 25% in contanti). Nello stesso anno, TD Bank acquisì anche Canada Trust, ribattezzando la maggior parte delle sue operazioni bancarie commerciali in Canada come TD Canada Trust .